# 安德烈·格列金
安德烈·格列金（英語：Andrey Grechin；1987年10月21日—）是一位俄羅斯游泳運動員。他參加了2008年奧運會，他也參加了2015年世界游泳錦標賽並且獲得了一個銀牌。